# Harold H. Seward
Harold H. Seward (24 de julio de 1930 - 19 de junio de 2012) fue un informático teórico, ingeniero, e inventor. Seward desarrolló en 1954 los algoritmos conocidos como ordenamiento Radix y ordenamiento por cuentas en el MIT. También trabajó en la computadora Whirlwind y desarrolló instrumentos que potenciaron el sistema de guía de la nave Apolo y el misil UGM-27 Polaris.